# Sadala rauli
Sadala rauli — вид аранеоморфних павуків родини Sparassidae. Описаний у 2023 році.

## Назва
Вид названо на честь Віктора Рауля Пеньяеррера де ла Кадена, діда першого автора описання таксона, який за життя розпочав проєкт розповіді про історію Еквадору в книзі, яку не вдалося завершити.

## Поширення
Цей вид є ендеміком провінції Орельяна на сході Еквадору. Зібраний у низинних вічнозелених тропічних лісах на станції біорізноманіття Тіпутіні в національному парку Ясуні.

## Опис
Жіночий голотип має розміри 21,62 мм, жіночі особини сягають від 18,94 до 21,62 мм.